# The Phantom Agony
The Phantom Agony é o primeiro álbum de estúdio da banda holandesa de metal sinfônico Epica, lançado em 17 de junho de 2003 através da Transmission Records.

## Antecedentes
Em abril de 2002, a banda holandesa de metal sinfônico After Forever anunciou a saída do guitarrista e vocalista Mark Jansen, com ambas as partes citando diferenças criativas. Jansen então imediatamente começou a procurar músicos para integrar sua nova banda de metal. O guitarrista Ad Sluijer, o tecladista Coen Janssen,  o baixista Yves Huts e a vocalista Helena Iren Michaelsen logo se juntaram ao projeto. Três bateristas também passaram pela banda nessa formação inicial: Steve Wolz, Iwan Hendrikx e Dennis Leeflang. No entanto, Helena optou por deixar a banda e retornar à Noruega antes da gravação da primeira demo, Cry for the Moon, em dezembro de 2002. Ela e Wolz formaram a banda de metal sinfônico Imperia algum tempo depois.[carece de fontes?] Mark posteriormente disse em uma entrevista que Helena não se encaixou com o restante do grupo, e que ela havia sido indicada pela gravadora Transmission.
A cantora foi então substituída por Simone Simons, namorada de Jansen na época, e a bateria foi assumida por Jeroen Simons. O nome do grupo também foi reformulado para Epica.

## Composição

### Estilo musical
O gênero predominante do álbum é metal sinfônico, no entanto há também claras influências de metal gótico e power metal nas canções. Mark disse que a ideia principal sempre foi fazer um álbum mais sinfônico e voltado à música clássica, seguindo na direção oposta do After Forever, que queria seguir uma linha mais pesada, como notado do álbum Invisible Circles (2004) em diante.
Este disco em particular também possui fortes elementos de música do Oriente Médio, principalmente devido ao seu conteúdo lírico, e algumas das letras são em latim. Os vocais são compostos por Simons (lírico mezzo-soprano) e Jansen (guturais), na famosa linha "beauty and the beast", fórmula usada por bandas como Theatre of Tragedy, Tristania, Within Temptation, entre outras. Um coro formado por dois homens e quatro mulheres, e uma orquestra também podem ser ouvidos no álbum.

### Informação das faixas

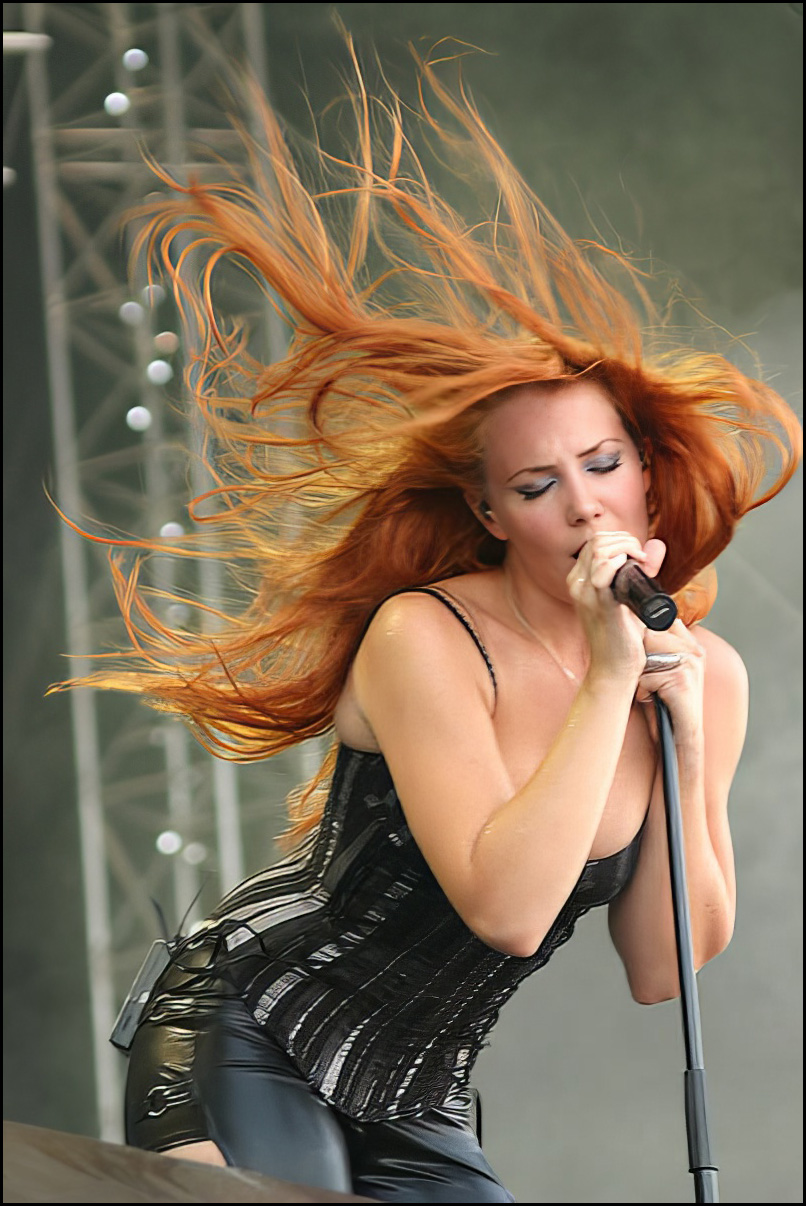
Simone Simons executou todos os vocais femininos do álbum The Phantom Agony.

Além de guitarrista e vocalista do After Forever, Mark também era um dos compositores do grupo juntamente com Sander Gommans e Floor Jansen. Neste álbum, The Phantom Agony, ele continuou uma série de composições intitulada "The Embrace That Smothers", que foi iniciada em Prison of Desire (2000), álbum de estreia de sua ex-banda. As composições de The Phantom Agony foram precedidas por "Mea Culpa", "Leaden Legacy", "Follow in the Cry" (tocada pelo Epica em várias ocasiões) e "Yield to Temptation". O tema principal dessas canções é o perigo da religião organizada na sociedade. A conclusão da saga deu-se no álbum The Divine Conspiracy, lançado alguns anos depois.
A faixa introdutória "Adyta" é o prelúdio da saga "The Embrace That Smothers", no qual idealiza uma "utopia em que a humanidade percebe que há somente um deus, e todas as religiões tornam-se apenas uma, dando fim às guerras". "Sensorium" é uma canção sobre filosofia, mas também fala sobre ciência.
"Cry for the Moon" é sobre um padre que estuprou uma criança e o silêncio da igreja a respeito do caso para manter sua "reputação". Jansen comentou que tal notícia estava sendo bastante repercutida na Holanda quando ele escreveu a canção, e disse que a ideia principal da música é que "há mentes doentias por tŕas de religiões".
A faixa "Feint" é sobre o político e poeta holandês Pim Fortuyn, que foi assassinado em maio de 2002 por ter expressado suas opiniões. Já a canção "Illusive Consensus" foi escrita por Simone e é sobre uma relação entre duas pessoas que se transforma do amor ao ódio.
"Façade of Reality" retrata os acontecimentos dos ataques de 11 de setembro de 2001 em Nova York, fundamentalismo e religião, e inclui fragmentos de discursos de Tony Blair. "Run for a Fall" foi uma forma de Mark expressar sua frustração em relação à sua saída do After Forever, enquanto "Seif al Din" fala sobre fundamentalismo e extremismo no geral.
A faixa-título final de nove minutos, "The Phantom Agony", lida com sonhos e o fato de "que as vezes é difícil descrever se uma memória foi um sonho ou se aconteceu de verdade", e que "sonhos lúcidos permitem controlá-los, criando um novo mundo dentro do desconhecido".

## Produção
O álbum começou a ser gravado em janeiro de 2003, logo após o lançamento da demo Cry for the Moon. Todos os instrumentos foram gravados no Gate Studio em Wolfsburg, Alemanha, com exceção do piano que foi gravado no Vox Klangstudio, na cidade de Hamburgo.[carece de fontes?] O músico alemão Sascha Paeth foi responsável pela produção do álbum, algo que se repetiu até o quinto disco da banda, Requiem for the Indifferent (2012).

## Lançamento e promoção
A data oficial de liberamento do disco foi em 17 de junho de 2003 em território holandês, e três singles foram lançados para promovê-lo: "The Phantom Agony", "Feint" e "Cry for the Moon". A faixa "Illusive Consensus" também foi incluída na trilha sonora do filme sul-coreano Fighter in the Wind, de 2004.
O disco foi relançado em 23 de março de 2013 numa edição expandida e comemorativa de dez anos. A data coincidiu com o show de aniversário da banda, Retrospect.
Uma turnê também foi realizada para apoiar o álbum. O primeiro concerto, que também foi a estreia ao vivo da banda, ocorreu em 15 de dezembro de 2002 como suporte do Anathema na casa de shows 013 em Tilburgo. No início os concertos ocorreram principalmente na Holanda, Bélgica e França, expandindo depois para o restante da Europa e México. Eles também foram a segunda atração principal do Metal Female Voices Fest em 7 de novembro de 2004, atrás somente do Nightwish. A turnê também incluiu um cover da canção "Follow in the Cry", do After Forever, em múltiplas datas.

## Recepção da crítica
| Críticas profissionais | Críticas profissionais |
| Avaliações da crítica  | Avaliações da crítica  |
| Fonte                  | Avaliação              |
| ---------------------- | ---------------------- |
| AllMusic               | [ 1 ]                  |
| Sea of Tranquility     | [ 13 ]                 |

The Phantom Agony foi majoritariamente recebido com críticas positivas após o seu lançamento. Eduardo Rivadavia do AllMusic disse que "a banda funde o coaxado mortal [de Mark] com os tons angelicais de uma mezzo-soprano de formação clássica chamada Simome Simons, sobre uma base exuberante de power metal sinfônico", e que "a assustadora paleta de cores da banda é vasta o suficiente para converter provavelmente alguns discípulos à causa do grupo". Em uma pequena comparação com outros conjuntos musicais semelhantes, Michael Popke do Sea of Tranquility disse: "mais complexo que o The Gathering, menos clássico que o After Forever, e com fragmentos do Lacuna Coil, Nightwish e Within Temptation delicadamente entrelaçados".
Segundo um crítico do Metal Reviews, The Phantom Agony "prova novamente que o metal pode ser emocionante como nunca antes" e diz que "embora as bandas estabelecidas tendem a sempre se repetir, parece haver algumas pessoas por aí que podem ter algo a dizer". Já o Metal Crypt elogiou Simone, porém disse que os vocais de Mark "são muito escassos e não parecem se encaixar bem na música".

## Faixas
| N.º            | Título                                                  | Letras         | Música                            | Duração |  |
| 1.             | "Adyta (The Neverending Embrace)"                       | Simone Simons  | Mark Jansen                       | 1:27    |  |
| 2.             | "Sensorium"                                             | Jansen         | Jansen Janssen Simons Ad Sluijter | 4:47    |  |
| 3.             | "Cry for the Moon (The Embrace That Smothers, Part IV)" | Jansen         | Jansen Simons Sluijter            | 6:44    |  |
| 4.             | "Feint"                                                 | Jansen         | Jansen Janssen Simons Sluijter    | 4:18    |  |
| 5.             | "Illusive Consensus"                                    | Simons         | Jansen Janssen Simons Sluijter    | 4:59    |  |
| 6.             | "Façade of Reality (The Embrace That Smothers, Part V)" | Jansen         | Jansen Simons Sluijter            | 8:10    |  |
| 7.             | "Run for a Fall"                                        | Jansen         | Jansen Janssen Simons Sluijter    | 6:31    |  |
| 8.             | "Seif al Din (The Embrace That Smothers, Part VI)"      | Jansen         | Jansen Sluijter                   | 5:47    |  |
| 9.             | "The Phantom Agony"                                     | Jansen         | Yves Huts Jansen Sluijter         | 9:00    |  |
| Duração total: | Duração total:                                          | Duração total: | Duração total:                    | 51:43   |  |

| Edição japonesa |                                   |                |                |         |  |
| N.º             | Título                            | Letras         | Música         | Duração |  |
| 10.             | "Triumph of Defeat" (faixa bônus) | instrumental   | Janssen        | 3:56    |  |
| Duração total:  | Duração total:                    | Duração total: | Duração total: | 55:39   |  |

| Edição norte-americana |                                                     |                |                      |         |  |
| N.º                    | Título                                              | Letras         | Música               | Duração |  |
| 10.                    | "The Phantom Agony" (versão do single; faixa bônus) | Jansen         | Huts Jansen Sluijter | 4:35    |  |
| Duração total:         | Duração total:                                      | Duração total: | Duração total:       | 56:18   |  |

| Edição expandida |                                                                             |         |  |
| N.º              | Título                                                                      | Duração |  |
| 10.              | "Veniality"                                                                 | 4:37    |  |
| 11.              | "The Phantom Agony" (versão do single)                                      | 4:33    |  |
| 12.              | "Triumph of Defeat"                                                         | 3:54    |  |
| 13.              | "Adyta (The Neverending Embrace)" (versão orquestral)                       | 1:28    |  |
| 14.              | "Sensorium" (versão orquestral)                                             | 4:53    |  |
| 15.              | "Cry for the Moon (The Embrace That Smothers, Part IV)" (versão orquestral) | 6:40    |  |
| 16.              | "Feint" (versão orquestral)                                                 | 4:18    |  |
| 17.              | "Illusive Consensus" (versão orquestral)                                    | 5:02    |  |
| 18.              | "Basic Instinct"                                                            | 4:07    |  |
| 19.              | "Run for a Fall" (versão orquestral)                                        | 6:26    |  |
| 20.              | "The Phantom Agony" (versão orquestral)                                     | 9:00    |  |
| 21.              | "Veniality" (versão orquestral)                                             | 4:35    |  |
| 22.              | "Feint" (versão do piano)                                                   | 4:53    |  |
| 23.              | "Cry for the Moon" (versão do single)                                       | 3:30    |  |
| 24.              | "Run for a Fall" (versão do single)                                         | 4:29    |  |
| Duração total:   | Duração total:                                                              | 124:08  |  |

## Desempenho nas paradas
The Phantom Agony debutou em oitavo lugar na MegaCharts, principal parada musical da Holanda, onde permaneceu durante seis semanas. O álbum também ficou na 114.ª posição na Ultratop da Bélgica.
| País (parada musical)          | Melhor posição |
| ------------------------------ | -------------- |
| Bélgica (Ultratop de Flandres) | 114            |
| Países Baixos (MegaCharts)     | 8              |

## Créditos

### Banda
- Mark Jansen – guitarra, vocais, arranjos orquestrais
- Ad Sluijter – guitarra
- Coen Janssen – teclado, piano, arranjos orquestrais e do coro
- Yves Huts – baixo
- Simone Simons – vocais
- Jeroen Simons – bateria

### Músicos convidados
- Amanda Somerville – soprano (coro)
- Andreas Pfaff – violino
- André Neygenfind – contrabaixo
- Annette Berryman – flauta
- Annie Goebel – soprano (coro), edição e engenharia adicional
- Bridget Fogle – alto (coro)
- Cinzia Rizzo – alto (coro)
- Cordula Rohde – violoncelo
- David Schlage – viola
- Jörn Kellermann – violoncelo
- Marie-Theres Stumpf – viola
- Melvin Edmondsen – baixo (coro)
- Olaf Reitmeier – guitarra acústica, engenharia e edição adicional
- Previn Moore – tenor (coro)
- Thomas Glöckner – violino
- Tobias Rempe – violino

### Equipe técnica
- Angelique van Woerkom – fotografia
- Carsten Drescher – arte da capa
- Ellen Rosenstein – tradução das letras (latim)
- Gjalt Lucassen – tradução das letras (latim)
- Hans van Vuuren – produção executiva
- Jaap Toorenaar – tradução das letras (latim)
- Peter van 't Riet – masterização
- Robert Hunecke-Rizzo – arranjos orquestrais
- Sascha Paeth – produção, engenharia, mixagem
- Wim Tromp Meesters – tradução das letras (latim)